# Mycale microsigma
Mycale microsigma är en svampdjursart som först beskrevs av Patricia R. Bergquist och Fromont 1988.  Mycale microsigma ingår i släktet Mycale och familjen Mycalidae. Inga underarter finns listade i Catalogue of Life.